# Storytelling
Lo storytelling (forestierismo inglese corrispondente ad affabulazione) è l'atto del narrare, disciplina che usa i principi della retorica e della narratologia. Il termine storytelling si riferisce ai vari tipi di opere di narrativa, sia opere audiovisive che letterarie. Letteralmente è l'arte del "raccontare storie". Tale termine non è da confondersi con lo storytelling management.

## Finalità dellostorytelling
È una metodologia che usa la narrazione come mezzo creato dalla mente per inquadrare gli eventi della realtà e spiegarli secondo una logica di senso. L'atto del narrare, nello storytelling, si ritrova nell'esperienza umana e si può rappresentare in varie forme (individuali o collettive) che connettono pensiero e cultura. Soprattutto le emozioni dell'uomo – attraverso la narrazione – trovano il mezzo più efficace di espressione. Il "pensiero narrativo" possiede una molteplicità di significati, ma questi necessitano di essere tradotti, affinché si possano costruire una o più forme di comunicazione che siano rielaborate dai soggetti secondo i termini della narrazione.
Il "discorso narrativo" permette di rendere comprensibile, comunicabile e ricordabile il vissuto. Quindi, il pensiero narrativo organizza l'esperienza soggettiva e interpersonale; mentre il discorso narrativo rende possibile la riflessione. Si tratta di un “processo interattivo” dal momento che il discorso narrativo rende possibili interpretazioni molteplici per tutti i soggetti che entrano in contatto con una certa storia. Attraverso il “racconto di storie” noi cerchiamo di “mettere ordine” e di dare un senso attivo alle nostre caotiche esperienze quotidiane. Il nostro “vissuto umano” prende forma, diviene comunicabile, comprensibile e può essere ricordato.
Con il raccontare si compie una sorta di “collegamento”, dalla duplice funzione:
- diretto all'interiorità: narrazione in funzione riflessiva;
- rivolto al contesto in cui si è immersi.

Il racconto di una storia implica sempre un “confronto dialogico”, rimanda ad un ricordo (quindi un feedback, un vissuto esperienziale) e di conseguenza comporta una certa componente emotiva (sia essa positiva o negativa), che caratterizza la storia stessa.
La narrazione porta ad una riflessione che è riflessione dei contenuti, elaborazione di questi e soprattutto sviluppo dell'apprendimento.
Le storie persuadono: divengono sempre, o quasi, mezzo di condivisione; permettono di dare interpretazione della realtà anche in forma autobiografica.
Lo storytelling è un'arte e uno strumento per ritrarre eventi reali o fittizi attraverso parole, immagini, suoni. È uno strumento naturale attraverso il quale può avvenire una forma di comunicazione efficace: coinvolge contenuti, emozioni, intenzionalità e i contesti. La storia raccontata ha una connotazione emotiva e internazionale perché coinvolge delle persone e cerchiamo spontaneamente di dare un significato di ogni atto che vi viene descritto.
È inoltre attività collaborativa: c'è un narratore e un ascoltatore, infatti il cervello umano comprende con più facilità delle storie narrate che processi logico-matematici.
Raccontare storie è il miglior modo per trasferire conoscenza ed esperienza, persuadere, allineare, “formattare” le persone; Esse hanno, insomma, un ruolo sostanziale e sono collegate a due metodologie: il metodo dei casi e il teatro d'impresa (per storie drammatizzate).

## Come si sviluppa lostorytelling
Lo storytelling si sviluppa a partire dall'assunzione di due principi fondamentali: l'organizzazione delle esperienze umane che avviene grazie ai racconti e alla narrazione. È un processo che dota le persone di una sensibilità culturale che li mette in grado di attivare processi riflessivi e formativi, soprattutto nei gruppi.
Il modo attraverso cui questi racconti vengono condivisi è il “discorso narrativo”, traduzione del “pensiero narrativo” di cui tutte le persone sono dotate.
Il discorso narrativo, per essere efficace, deve possedere alcune caratteristiche specifiche: - sequenzialità narrativa (l'ordine dato in un racconto può non riflettere lo svolgersi cronologico dei fatti reali, né la contingenza delle relazioni causa-effetto); - particolarità (evidenziare dettagli che nella realtà potrebbero apparire poco o non significativi); - intenzionalità; - verosimiglianza (percezione che l'ascoltatore deve avere riguardo alla storia); - componibilità (intreccio tra le varie parti della narrazione e il suo insieme); - referenzialità (si riferisce a quanto la storia possa essere plausibile); - appartenenza a un genere (devono essere ben identificabili sia la fabula che l'intreccio).
Il discorso narrativo può esplicitarsi in varie modalità: orale, scritta, mediata. Il metodo più efficace sembra essere quello orale tuttavia anche gli altri due metodi si stanno rivelando fruttuosi. Il testo scritto si caratterizza soprattutto per due elementi: temporalità degli eventi e causalità della concatenazione dei fatti. Aspetto fondamentale della narrazione dei racconti è l'interpretazione: l'utilità del raccontare storie ed ascoltarle sta nel momento in cui viene superato lo scenario dell'azione (quadro narrativo entro cui si dipana la storia) per integrarlo con lo scenario della conoscenza (insieme degli stati interni e dei punti di vista dei personaggi). Il nocciolo dello storytelling infatti sta nella correlazione che si instaura nella rappresentazione narrativa della realtà tra i processi di interpretazione, quelli di proiezione e quelli di riflessione. Da qui si sviluppa la metodologia dello storytelling, di cui l'idea di base nel suo utilizzo è lo sviluppo dell'apprendimento riflessivo (reflective learning). Essa è definita per fasi nella sua realizzazione:
- scelta della finalità e del target, (ossia definizione di quello che si vuole comunicare e a chi);
- definizione dei tempi, della disponibilità delle persone coinvolte ed eventuale possibilità di lavoro di gruppo;
- realizzazione (passa prima attraverso la scelta del genere e la stesura della sceneggiatura);
- feedback di valutazione da parte dell'audience.

Affinché uno storytelling possa dirsi efficace è necessario che la narrazione abbia una struttura interna familiare a chi la vedrà, in cui si possa identificare e in cui eventi e personaggi assumano un ruolo chiaro; è poi essenziale la presenza di fattori che la rendano personale e possano suscitare delle emozioni.
Joe Lambert, a tal proposito, individua sette elementi che aiutano in un approccio personale al digital storytelling:
- un punto di vista personale: l'uso della prima persona riduce da subito la distanza dell'audience verso l'oggetto della comunicazione;
- l'inserimento di contenuti coinvolgenti: la narrazione deve avere una struttura che sorprenda, fornendo domande e risposte non banali;
- evocare delle emozioni: molto legato al precedente, aiuta a fissare il ricordo e trasferire il messaggio;
- l'economia della narrazione: con poche parole si devono trasferire molti concetti;
- un ritmo adeguato alle modalità narrative;
- l'uso della voce: timbro, tono ed inflessione aiutano la narrazione;
- la colonna sonora: come per la voce, la musica aggiunge profondità alla narrativa.

La storia non deve necessariamente avere un lieto fine, invece elemento importante e che accresce l'attenzione nell'utente è la percezione di autenticità.

## Ambiti di applicazione
Lo storytelling può essere impiegato in contesti molto differenti in cui sia necessario comunicare con efficacia un determinato messaggio

### Formazione
Nella formazione il caso di studio può essere utilmente tratto dall'esperienza del discente, cioè auto-casi come forma di storytelling da cui trarre insegnamenti.
La storia serve soprattutto per situare l'apprendimento in contesti significativi e sviluppare processi dialogici di interazione riflessiva, sono racconti influenzanti in cui vari pubblici possono riconoscersi.
Da alcuni anni la metodologia dello storytelling ha trovato spazio anche nel campo della formazione degli adulti e dell'apprendimento a livello di istruzione superiore. Mc Drury e Alterio ci forniscono appunto interessanti argomentazioni in merito all'uso riflessivo sull'esperienza al fine di migliorare i processi di apprendimento. Utilizzando il metodo di raccontare storie, diventa possibile situare l'apprendimento nei contesti significativi e promuovere processi dialogici di interazione riflessiva attraverso lo sviluppo di contesti collaborativi.

### Comunicazione
Lo Storytelling è una tecnica e una strategia di comunicazione, che può essere applicata in diversi contesti comunicativi. Attraverso un insieme di tecniche di costruzione di un messaggio si cattura l’attenzione e si stimola l’interesse di chi ascolta, con l’instaurazione di un legame emotivo.
Le forme del racconto vengono applicate in campo narrativo, nel cinema come nelle serie tv, ma anche nella comunicazione pubblicitaria.
Lo storytelling viene utilizzato anche nella comunicazione in ambito scientifico. La ricerca ha dimostrato che utilizzare uno stile comunicativo più avvincente e vicino alla comunità non scientifica permette di riuscire a recuperare fondi di investimento per le ricerche. Molti scienziati hanno individuato un fattore di successo dello Storytelling in ambito scientifico nel racconto di esperienze personali. Tali esperienze permettono una immedesimazione dell'ascoltatore nella problematica e aiutano gli scienziati ad adempiere alla parte sociale compresa nei compiti di ricerca scientifica
Le neuroscienze hanno dimostrato come l'uso di metafore basate sui cinque sensi (vista, olfatto, udito, tatto e gusto) attivano anche le aree sensoriali della corteccia cerebrale e non solo le aree di elaborazione del linguaggio solitamente attivate durante l'elaborazione letterale delle frasi.
La ricerca scientifica ha inoltre dimostrato che l'abilità di una storia di trasportare l'ascoltatore nel mondo del narratore (storyteller) - e quindi di persuaderlo - deriva dalla ricezione mentale che una vivida descrizione di esperienze produce sull'ascoltatore, portandolo alla sensazione di aver provato le stesse esperienze.
Elementi chiave per poter costruire una storia avvincente in ambito scientifico sono:
- Identificare il messaggio che si vuole lasciare all'ascoltatore: partire dalla conclusione può essere un buon metodo per costruire il processo narrativo all'inverso, il messaggio finale che si vuol lasciare al pubblico serve a fornire una ragione per cui si dovrebbe investire sulla ricerca;
- Definire una struttura narrativa: costruire una storia che preveda alcune criticità (che verranno poi risolte durante la storia) aiuta a mantenere alta l'attenzione e definire il ritmo narrativo;
- Tenere in considerazione la linea narrativa: metodi e processi di ricerca, sebbene di fondamentale importanza nella stesura di documenti accademici, non costituiscono un elemento avvincente per la narrazione; un buon metodo per costruire una storia per l'ascoltatore è partire con una scena emozionante dell'esperienza di ricerca scientifica e lavorare su alti e bassi grazie alla risoluzione dei conflitti;
- Utilizzare un linguaggio evocativo: l'utilizzo di stratagemmi linguistici che creino immagini vivide e persuasive riesce a far immergere l'ascoltatore nell'esperienza; il coinvolgimento dei cinque sensi si dimostra, in questo senso, valido come strategia comunicativa;
- Chiedere riscontro ad altri: una volta costruita la propria narrazione, è utile chiedere pareri ad amici e colleghi; i riscontri vanno tenuti in considerazione e servono a mettere in luce punti di debolezza dell'efficacia narrativa della storia.[5]

### Imprese
Per un'impresa, la storia ha una “missione” molto importante: saper gestire al meglio il cambiamento culturale e organizzativo, raccontarlo con nuovi codici e stili linguistici con i seguenti obiettivi:
- dare senso alle azioni della realtà organizzativa quotidiana (altrimenti vuota e priva di spinta motivazionale)
- creare identità (collettiva o individuale) che permette di riconoscersi nella vita e sul lavoro
- mantenere la memoria (collettiva o individuale) garantendo continuità di saperi e orientamento dei comportamenti
- orientare l'opinione del sociale d'impresa con storie che fanno ridere, piangere, paura, attraverso l'identificazione e la proiezione
- costruire e presidiare una cultura fatta di valori e atteggiamenti che poi si riverberano nel quotidiano
- sostenere nella progettazione del futuro, che per essere realizzato deve anche essere ripetuto, ri-raccontato, veduto più volte a noi e agli altri
- comunicazione di progetti/attività in modo più efficace
- esposizione di problemi cui trovare una soluzione
- comunicazione della vision aziendale

Nell'azienda saper comunicare correttamente è importante dal punto di vista umano ai fini della produttività e del successo dell'azienda stessa, e in termini di clima e collaborazione per evitare perdite di tempo e denaro dovute per esempio alla poca chiarezza e alla sbagliata condivisione dei messaggi interni che talvolta possono creare conflitti e improduttività.
Gli interlocutori d'impresa possono essere interni od esterni e in base a ciò si producono tuttavia tipologie di storytelling con caratteristiche differenti.
Se i destinatari sono interni (dipendenti o manager) lo storytelling tende a:
- informare, di solito su politiche e prassi da seguire circa lavoro da svolgere
- motivare, tendenzialmente per accettare nuovi cambiamenti
- orientare/persuadere, generalmente all'assunzione di determinati standard di comportamento
- promuovere, molto spesso servizi interni

Se i soggetti di riferimento sono clienti o figure esterne all'azienda lo storytelling è volto più a:
- convincere a comprare i prodotti e/o servizi facendo leva su razionalità e logica
- enfatizzare le componenti emozionali di prodotti e servizi
- persuadere nella legittimazione dei propri valori ideali[8]

### Pedagogia
Tra le applicazioni più importanti dello storytelling c'è la pedagogia. Il ricorso a storie può essere infatti di facile comprensione per l'apprendimento del bambino. Nei libri scolastici delle scuole elementari infatti, per rendere semplice un concetto si ricorre ad una storia o a dei personaggi. Una tecnica simile è utilizzata anche nei corsi di lingue, molti sono organizzati con dei personaggi, che tramite un dialogo o un testo mostrano un aspetto della lingua.
La metodologia dello storytelling consiste nell'uso di procedure narrative al fine di promuovere meglio valori, idee ed è incentrato sulle dinamiche di influenzamento sociale. La narrazione ha un potenziale pedagogico e didattico, dalla quale possiamo trarne peculiarità educative e formative intendendole sia come strumento di comunicazione delle esperienze, sia come strumento riflessivo per la costruzione di significati interpretativi della realtà. Dare rilievo alla narrazione, ai racconti dei soggetti che vengono coinvolti nei processi educativi e formativi, rappresenta la svolta epistemologica sia per leggere fenomeni e processi (narrazione come strumento di ricerca), sia per produrre azioni e cambiamenti intenzionali (narrazione come strategia didattica). La narrazione è uno strumento per penetrare in profondità nelle cause e nelle ragioni di eventi, i particolari che vengono raccontati costruiscono una storia, diventano reali e determinano la storia stessa.
Questa metodologia è una risorsa sia per l'educazione, sia per la formazione, promuove uno sviluppo generativo tra l'esperienza, l'osservazione della stessa e le intuizioni che ne derivano. Lo storytelling è fondamentale in diversi contesti educativi e formativi con la prospettiva di lifelong learning, sia in termini cognitivi che educativi. L'elemento autobiografico nello storytelling è fondamentale perché la realtà diventa una presupposizione, un indizio, una narrazione appunto che corrisponde ad un'interpretazione soggettiva.

#### Storytelling in campo educativo
Fin dall'infanzia lo storytelling contribuisce in maniera notevole all'alfabetizzazione, in quanto è proprio la contestualizzazione di tale processo entro il quadro della narrazione che facilita la costruzione di senso intorno all'apprendimento complesso della scrittura e della lettura. Bisogna acquisire delle regole per comporre un testo. Il “raccontare” in forma narrativa strutturata permette di creare le basi dell'alfabetizzazione, ovvero una prima costruzione di significati condivisi tra adulto e bambino. È importante usare tale metodologia sin dalla prima scolarizzazione utilizzando i tipi di testualità adeguati al grado di alfabetizzazione dei bimbi. Gli insegnanti sono per i bambini adulti significativi che li aiutano a costruire il proprio sé. Compito dell’insegnante è agevolare la crescita integrale del bambino, potenziando oltre agli aspetti cognitivi anche quelli affettivi. L’atteggiamento, lo stile educativo dell’insegnante sono caratteristiche che contribuiscono a formare l’atmosfera emotiva in classe. Si è concordi nel ritenere che quando i bambini hanno la possibilità disoddisfare i propri bisogni emotivi riescono ad avere apprendimenti migliori.
Facilitare un clima di classe positivo, dando importanza al ruolo che rivestono le emozioni nel processo d’apprendimento, significa costruire relazioni significative tra insegnante e bambino e tra i bambini. Quando l’insegnante stabilisce un contatto con gli studenti dove questi si sentono accettati, stimati e si sentono parte attiva della relazione allora questi saranno motivati a partecipare all’interazione nel gruppo. Peculiare è il ruolo dell’insegnante perché il bambino diventi competente nell’utilizzo della capacità narrativa. L’adulto, afferma Landriani (2001), ha il compito di gestire la narrazione, accompagnando il bambino alla scoperta dei significati delle storie e quindi di accettare i primi tentativi del bambino di narrare. Raccogliere le narrazioni infantili significa prestare attenzione a ciò che il bambino vuole dirci. Ogni narrazione sottende la dimensione emotiva del narratore, il suo modo di vedere la realtà che lo circonda, cosa crede, quali sono le sue conoscenze. L’insegnante che utilizzerà come metodo l’ascolto attivo porterà lo studente ad aprirsi, lo incoraggerà ad esplorare i propri sentimenti, gli proverà che lo accetta.
Gordon afferma che l’ascolto attivo esprime il linguaggio dell’accettazione e lo descrive come composto da quattro momenti. Il primo è l’ascolto passivo: l’insegnante resta in silenzio e questo permette allo studente di esporre i propri pensieri senza essere interrotto, questo evita che l’insegnante incorra in errori di comunicazione e blocchi il bambino. Il secondo momento è costituito da messaggi d’accoglimento che indicano al bambino che l’insegnante sta ascoltando cosa dice.
Questi messaggi possono essere non verbali, ad esempio un cenno della testa o un sorriso, o verbali, ad esempio con frasi del tipo “ti ascolto”, “sto cercando di capire”. Il terzo momento prevede inviti calorosi che incoraggiano il bambino a parlare ad approfondire quanto stanno dicendo, ovviamente non trapelano giudizi ne tanto meno si realizza valutazione su quanto dice da parte dell’insegnante. Il quarto momento è quello dell’ascolto attivo dove l’insegnante riflette il messaggio dello studente, un feedback privo di messaggi personali. L'ascolto attivo si serve del linguaggio, verbalizzando ciò che il bambino ha trasmesso, non esprime i giudizi dell’insegnante. L’ascolto attivo non rispecchia le parole, ma i sentimenti dell’altro. Questo farà sentire il bambino al centro dell’attenzione, si sentirà accettato, compreso e potrà da solo trovare una soluzione ai propri problemi. Inizierà a rafforzare la fiducia in se stesso e negli altri. Per l’insegnante l'ascolto attivo è strumento di sostegno e mezzo per ottenere la fiducia e la stima degli studenti e per loro è la via per acquisire sicurezza ed autonomia.
È importante costruire con i bambini un clima di fiducia dove si sentano liberi di esprimere le proprie idee e raccontare i propri vissuti. L’insegnante ha il compito di stimolare e facilitare la narrazione pur nel rispetto dei tempi e dei bisogni del bambino. Favorire la partecipazione critica e attiva nella comunicazione, sostiene Franta (1992), significa permettere agli studenti di riflettere, di pensare, in un clima stimolante che gli consente di fare esperienza del proprio modo di agire rispetto ai contenuti da apprendere.
Gli errori comunicativi più comuni consistono nel non prendere in considerazione le emozioni dell’altro o nel giudicare la validità dell’altro come persona, ad esempio beffando, umiliando, ridicolizzando, o elogiando troppo una qualità, un lavoro prodotto che il ricevente sente essere lontano dalla realtà, poiché avverte la scarsezza della sua prestazione e avverte il giudizio come poca attenzione nei suoi confronti. Gli ostacoli della comunicazione esprimono il linguaggio della non accettazione perché comunichiamo al bambino che sbaglia, che non è adeguato. Un bambino che si sente accettato, sia per gli aspetti positivi che per quelli negativi, si accetterà a sua volta.
Accettare significa valorizzare, mettendo in evidenza il positivo che c’è in ognuno, la volontà e il desiderio di apprendere. L’accettazione va comunicata e la parola è un’importante agente.

## Digital Storytelling
Il Digital Storytelling rappresenta un'evoluzione del tradizionale racconto, che sfrutta le potenzialità delle tecnologie digitali per comunicare conoscenze, valori ed emozioni in modo efficace. Questa forma comunicativa, nata dall'intreccio tra narrazione e digitale, ha avuto un'ampia diffusione grazie allo sviluppo del Web e alla possibilità di creare e condividere narrazioni personali su piattaforme online.
Il Digital Storytelling va oltre la semplice creazione di video multimediali, poiché si focalizza sull'aspetto narrativo, con l'intento di condividere esperienze emotivamente significative con un pubblico più ampio.
Questa pratica non si limita alla produzione di contenuti, ma si inserisce in un processo continuo che coinvolge attivamente gli attori sociali, gli strumenti tecnologici e le intenzioni comunicative.

### Digital Storytelling a scuola
In ambito scolastico si è diffuso il digital storytelling, metodologia didattica attiva, che promuove la costruzione e l'invenzione di storie multimediali attraverso l'utilizzo di una serie di tecnologie e contenuti digitali. Questo processo consiste nell'organizzare contenuti digitali all'interno di una struttura narrativa, utilizzando vari elementi come video, audio, testi, mappe e immagini. Il risultato è una narrazione dinamica e coinvolgente che sfrutta le potenzialità dei media digitali.
Questa metodologia didattica è caratterizzata da diverse componenti che contribuiscono alla sua efficacia educativa. Oltre che per la sua multimedialità, si distingue per una serie di elementi che contribuiscono a creare narrazioni ricche e coinvolgenti, offrendo agli studenti un'esperienza immersiva. L’interattività consente agli utenti di esplorare diversi percorsi narrativi, mentre l’accessibilità rende i contenuti fruibili su diverse piattaforme e dispositivi, ampliando la portata del pubblico e favorendo un apprendimento più inclusivo e personalizzato.
I benefici educativi di questa metodologia sono numerosi:
- un maggiore coinvolgimento: grazie al suo carattere interattivo, aumenta la motivazione degli studenti, facilitando l'apprendimento e la memorizzazione dei contenuti;
- lo sviluppo della creatività: gli studenti sono stimolati a usare la loro immaginazione nel processo di invenzione della storia;
- la stimolazione del pensiero critico: gli studenti devono analizzare e interpretare dati e informazioni per creare una storia, sviluppando così anche la capacità di problem-solving.
- lo sviluppo di competenze tecnologiche: grazie all'utilizzo di strumenti digitali per raccontare storie gli studenti sviluppano le competenze tecnologiche essenziali nel mondo moderno.[16]

Le modalità di utilizzo delle tecniche di digital Storytelling per migliorare i processi di apprendimento sono varie. Ad esempio, presentare agli studenti problemi complessi sotto forma di casi specifici reali e concreti è una metodologia didattica ben conosciuta e sperimentata. Anche la spiegazione storico-narrativa di teorie, invenzioni o principi scientifici è efficace. Questa metodologia aiuta a comprendere il "sapere perché, quando, dove", che implica essere "capaci di fare" e controllare le situazioni attraverso strategie adeguate che integrano la gestione cognitiva con quella emotiva.
L’attività di "inventare storie" richiede e sollecita lo sviluppo di molte abilità cognitive, come la capacità di selezionare informazioni, confrontare e revisionare dati, competenze linguistiche e narrative e la capacità di saper organizzare le nozioni secondo legami temporali e causali.
Il digital storytelling rappresenta un metodo di apprendimento e alfabetizzazione tecnologica stimolante e creativo, che può ampliare la relazione tra insegnanti e studenti, offrendo un canale di comunicazione basato sulla narrazione e sull’interazione attiva. Può diventare un’esperienza trasformativa anche per i docenti, che possono sperimentare nuove modalità di insegnamento e diventare mediatori dei processi sociali innescati dalle narrazioni digitali.
L’esperienza di laboratorio di Digital Storytelling è un approccio didattico utile per comunicare contenuti, processi e contesti emotivi ed esperienziali. La narrazione mediata dagli strumenti digitali ha il potenziale di essere un valido strumento concettuale e operativo, complementare alle modalità tradizionali di insegnamento e apprendimento. Le digital stories risultano efficaci nei contesti formativi quando riescono a mediare storie autentiche, arricchite da riflessioni personali ed esperienze vissute.

## Festival
Esistono diversi festival in tutto il mondo per lo storytelling, tra questi c'e il World Storytelling Day, World Storytelling Day che cade nell'equinozio di Primavera. A livello locale e nei singoli paesi esistono iniziative simili volte a valorizzare il patrimonio culturale, come il National Storytelling Festival, nato negli anni '70 negli Stati Uniti.